# Amandla Stenberg
Amandla Stenberg (Los Angeles, 1998. október 23. –) amerikai színésznő, énekesnő.

## Fiatalkora
Los Angelesben született, Karen Brailsford és Tom Stenberg gyermekeként. Anyai nagyanyja grönlandi inuit felmenőkkel rendelkezett. Van két féltestvére. Az "amandla" szó "hatalmat" vagy "erőt" jelent xhosza és zulu nyelven. Négy éves korában a Disney-nek modellkedett. Olyan cégek reklámjaiban szerepelt, mint a Boeing.

## Magánélete
2016-ban Stenberg az instagramon jelentette be, hogy a New York University Tisch School of the Arts-on fog filmművészetet tanulni. Végül úgy döntött, hogy nem megy el az iskolába, mivel állásajánlatokat kapott, és inkább a színészi pályafutása folytatása mellett döntött.
2016 januárjában Stenberg biszexuálisnak vallotta magát, bár később kijelentette, hogy a pánszexuális is helyes kifejezés. Márciusban Stenberg nembináris nemi identitásúnak vallotta magát, és használja a she/her és they/them névmásokat is. 2018 júniusában a Wonderland magazinnak adott interjújában vallotta be, hogy meleg.
Stenberg 2018 elejétől 2018 végéig járt Mikaela Mullaney Straus énekesnővel, ismertebb művésznevén King Princessszel. Egy 2017. júliusi interjúban Stenberg elmondta, hogy abbahagyta az okostelefon használatát, mivel úgy véli, hogy az ilyen eszközök és a közösségi média negatív hatással lehet a mentális egészségre. 2020-ban három hónapig Koppenhágában élt, hogy megkapja a dán állampolgárságot.
A Dazed magazin „generációja egyik legfelkapottabb hangjának” nevezte Stenberget, amikor a 2015 őszi címlapján szerepelt. 2015-ben, majd 2016-ban is felkerült a Time legbefolyásosabb tinédzserek listájára. 2016-ban felkerült az Oprah Winfrey által összeállított SuperSoul 100-as, látnokokat és befolyásos személyeket tartalmazó listára.
Stenberg interszekcionális feminista. Interjúkban és a közösségi médiaoldalakon nyíltan beszél politikai nézeteiről, és 2015-ben a Ms. Foundation for Women az „Év feministája” címet adományozta neki. Nyilvánosan beszélt a közösségi médiában a kulturális kisajátítással kapcsolatban. A "Don't Cash Crop My Cornrows" című videójában Kylie Jennert figyelmeztette, amiért átvette a hagyományos afroamerikai frizurát. 2016 áprilisában Stenberg beszédet mondott a WE Day California, a WE Charity rendezvényén.

## Filmográfia

### Film
| Év   | Magyar cím                 | Eredeti cím                                                     | Szerep                          | Magyar hang   |
| ---- | -------------------------- | --------------------------------------------------------------- | ------------------------------- | ------------- |
| 2011 | Colombiana                 | Colombiana                                                      | Cataleya gyerekként             | Koller Virág  |
| 2012 | Az éhezők viadala          | The Hunger Games                                                | Rue                             |               |
| 2012 |                            | The World Is Watching: Making The Hunger Games (dokumentumfilm) | önmaga                          |               |
| 2013 |                            | Mercy (rövidfilm)                                               | Sarah                           |               |
| 2014 | Rio 2.                     | Rio 2                                                           | Bia (hangja)                    | Nyári Liza    |
| 2016 | Úgy, ahogy vagy            | As You Are                                                      | Sarah                           |               |
| 2017 | Minden, minden             | Everything, Everything                                          | Maddy Whittier                  | Eke Angéla    |
| 2018 | Sötét elmék                | The Darkest Minds                                               | Ruby Daly                       | Csifó Dorina  |
| 2018 | A gyűlölet, amit adtál     | The Hate U Give                                                 | Starr Carter                    | Pekár Adrienn |
| 2018 | Szerelem a gyűlölet idején | Where Hands Touch                                               | Leyna                           | Csifó Dorina  |
| 2021 | Kedves Evan Hansen         | Dear Evan Hansen                                                | Alana Beck                      |               |
| 2022 | Játsszunk gyilkosost!      | Bodies, Bodies, Bodies                                          | Sophie                          | Gáspár Kata   |
| 2023 |                            | My Animal                                                       | Jonny                           |               |
| 2023 | Pókember: A pókverzumon át | Spider-Man: Across the Spider-Verse                             | Margo Kess / Pókcsípés (hangja) | Horgas Ráhel  |
| 2023 |                            | Ozi: Voice of the Forest                                        | Ozi (hangja)                    |               |

### Televízió
| Év      | Magyar cím              | Eredeti cím        | Szerep              | Megjegyzések                                   |
| ------- | ----------------------- | ------------------ | ------------------- | ---------------------------------------------- |
| 2012    | A románc íze            | A Taste of Romance | Taylor              | tévéfilm                                       |
| 2013–14 | Az Álmosvölgy legendája | Sleepy Hollow      | Macey Irving        | 4 epizód                                       |
| 2015    |                         | Mr. Robinson       | Halle Foster        | 6 epizód                                       |
| 2017    |                         | Neo Yokio          | Helenist            | 1 epizód                                       |
| 2019    | Tömény történelem       | Drunk History      | Elizabeth Eckford   | 1 epizód                                       |
| 2019    |                         | Gaslight           | Sarah (hangja)      | 9 epizód                                       |
| 2020    |                         | The Eddy           | Julie               | minisorozat (8 epizód)                         |
| 2024    | Az akolitus             | The Acolyte        | Osha és Mae Aniseya | - főszereplő - magyar hangja: - Staub Viktória |

## Fordítás
- Ez a szócikk részben vagy egészben  az   Amandla Stenberg című angol Wikipédia-szócikk ezen változatának fordításán alapul.  Az eredeti cikk szerkesztőit annak laptörténete sorolja fel. Ez a jelzés csupán a megfogalmazás eredetét és a szerzői jogokat jelzi, nem szolgál a cikkben szereplő információk forrásmegjelöléseként.